# جيني ميلر
جيني ميلر هي ممثلة كندية، ولدت في 8 فبراير 1980 في أوتاوا في كندا.

## وصلات خارجية
- جيني ميلر على موقع IMDb (الإنجليزية)
- جيني ميلر على موقع قاعدة بيانات الفيلم (الإنجليزية)